# Yodofenol

Estructura química del 2-yodofenol

Un yodofenol es cualquier organoyoduro de fenol que contiene uno o más átomos de yodo unidos covalentemente . Hay cinco tipos básicos de yodofenoles (de monoyodofenol a pentayodofenol) y 19 yodofenoles diferentes en total cuando se tiene en cuenta la isomería posicional. Los yodofenoles se producen por halogenación electrofílica de fenol con yodo .

## Lista de yodofenoles
Hay un total de 19 yodofenoles en total, que corresponden a las diferentes formas en que los átomos de yodo se pueden unir a los cinco átomos de carbono en el anillo de benceno de la molécula de fenol, excluyendo el átomo de carbono que se une al grupo de hidróxidos.
Los monoyodofenoles tienen tres isómeros porque solo hay un átomo de yodo que puede ocupar una de las tres posiciones del anillo en la molécula de fenol; El 2-yodofenol, por ejemplo, es el isómero que tiene un átomo de yodo, obedeciendo a los patrones de sustitución. El pentayodofenol, por el contrario, tiene solo un isómero porque las cinco posiciones de anillo disponibles en el fenol están completamente yodadas.
- Monoyodofenol (3 isómeros posicionales)
  - 2-yodofenol
  - 3-yodofenol
  - 4-yodofenol
- Diyodofenol (6 isómeros posicionales)
  - 2,3-diyodofenol
  - 2,4-diyodofenol
  - 2,5-Diyodofenol
  - 2,6-Diyodofenol
  - 3,4-diyodofenol
  - 3,5-Diyodofenol
- Triyodofenol (6 isómeros posicionales)
  - 2,3,4-triyodofenol
  - 2,3,5-triyodofenol
  - 2,3,6-triyodofenol
  - 2,4,5-triyodofenol
  - 2,4,6-triyodofenol
  - 3,4,5-triyodofenol
- Tetrayodofenol (3 isómeros posicionales)
  - 2,3,4,5-tetrayodofenol
  - 2,3,4,6-tetrayodofenol
  - 2,3,5,6-tetrayodofenol
- Pentayodofenol (1 isómero posicional)